# Andrzej Person
Andrzej Person (ur. 14 maja 1951 we Włocławku) – polski dziennikarz sportowy i polityk, z wykształcenia prawnik, senator VI, VII i VIII kadencji.

## Życiorys
Jest absolwentem III Liceum Ogólnokształcącego we Włocławku. W 1974 ukończył studia na Wydziale Prawa Uniwersytetu Mikołaja Kopernika w Toruniu, a w 1977 studia dziennikarskie na Wydziale Dziennikarstwa i Nauk Politycznych Uniwersytetu Warszawskiego.
Od 1977 pracował jako dziennikarz sportowy w tygodnikach „Razem”, „Sportowiec” i „Mecz”. W latach 1990–2000 pracował w agencjach reklamowych GASPORT i Person Promotion. W 1988 zaczął pracować jako komentator sportowy w stacjach telewizyjnych: TVP, Eurosport i Polsat Sport. W latach 1996–2005 był rzecznikiem prasowym Polskiego Komitetu Olimpijskiego oraz czterokrotnie rzecznikiem prasowym polskich ekip olimpijskich na igrzyskach olimpijskich. Zajął się popularyzowaniem golfa, od 1996 do 2004 był wiceprezesem i prezesem Polskiego Związku Golfa. Objął funkcję przewodniczącego Stowarzyszenia Przyjaciół Włocławka. Jest autorem książki Sport rządzi światem.
W 2005 z ramienia Platformy Obywatelskiej został wybrany na senatora VI kadencji w okręgu toruńskim. W wyborach parlamentarnych w 2007 po raz drugi uzyskał mandat senatorski, otrzymując 115 650 głosów. W 2011 z powodzeniem ubiegał się o reelekcję, w nowym okręgu jednomandatowym dostał 49 720 głosów. W 2015 nie został wybrany na kolejną kadencję.
Pozostał aktywnym komentatorem sportowym, zajmując się m.in. prowadzeniem relacji z zawodów golfowych.

## Odznaczenia i wyróżnienia
- Złoty Krzyż Zasługi – 2001[3]
- Krzyż „Pro Mari Nostro” (LMiR) – 2010[4][5]
- Tytuł honorowego obywatela Międzyzdrojów – 2014[6]